# Hypoganomorphus
Hypoganomorphus là một chi bọ cánh cứng trong họ 
Elateridae.
Chi này được miêu tả khoa học năm 1975 bởi Dolin.

## Các loài
Chi này có các loài:
- Hypoganomorphus laevicollis (Mannerheim, 1852)